# Mosqitoo
Mosqitoo – polski zespół muzyczny tworzący w stylach house, electro, electro house, R&B, hip-hop, muzyka klubowa, alternatywny pop i pop powstały w 2002 roku.

## Historia
Od początku istnienia tworzony jest przez duet muzyków – Rafała Malickiego odpowiedzialnego za kompozycje i produkcję muzyki oraz Monikę Głębowicz wokalistkę i autorkę tekstów. Podkreślając, że zawsze chcieli grać muzykę taką, jakiej sami chcieliby słuchać, postanowili łączyć ze sobą synth pop, electro, muzykę klubową i ogólnie tzw. inteligentną muzykę taneczną. Charakterystyczne w ich muzyce chłodne, sterylne dźwięki przeplatają się z ciepłym wokalem oraz mocnym, dynamicznym rytmem. Muzyka w takiej konwencji przyniosła duży sukces jej twórcom i zespół zajął drugie miejsce w kategorii Debiuty podczas Festiwalu w Opolu w 2004 roku. Kolejne wyróżnienie zespół otrzymał od ogólnopolskiego dziennika Gazeta Wyborcza.
W kwietniu 2005 roku zespół podpisał kontrakt płytowy z wytwórnią Kayax, by zaraz potem wystąpić podczas festiwalu TOPTrendy, gdzie zajął trzecie miejsce i został pokonany jedynie przez takie megagwiazdy jak Zakopower oraz Sidney Polak. 28 października 2005 został wydany album Mosqitoo Music, dobrze oceniony wśród krytyków muzycznych. Na początku 2006 roku utwór Bring me Joy został użyty w kampanii reklamowej magazynu „Joy”. Kolejna z piosenek zespołu pt. Sweet dreams znalazła się na soundtracku z filmu „Francuski numer”. 2 czerwca 2006 zespół po raz kolejny został wyróżniony w Opolu, tym razem była to Superjedynka w kategorii „płyta alternatywna”. W tym samym roku zajęli 5 miejsce na Pepsi Vena Festiwal. Ww wrześniu 2007 odbyła się premiera drugiej płyty pod tytułem Black Electro. W 2008 Mosqitoo zagrało u boku Roisin Murphy polską część trasy koncertowej. W 2009 ich utwór Celebrate został wykorzystany w filmie Idealny facet dla mojej dziewczyny, a piosenka I feel You w filmie Galerianki. W czerwcu 2009 na Węgrzech ukazała się płyta tamtejszej gwiazdy Barbee z trzema piosenkami skomponowanymi i wyprodukowanymi przez Mosqitoo.
W maju 2010 miała miejsce premiera trzeciej płyty Mosqitoo – Synthlove. Album promowały kolejno 3 single: Colour Is Blue, Getting Closer oraz Little Beat. Album ten został uznany przez magazyn Esensja za jedną z najlepszych polskich płyt ostatniej dekady. Duet ponownie zagrał koncerty na Coke Live Music Festival (2010) oraz na antenie Radia Roxy i Programu Czwartego Polskiego Radia. W tym samym roku ukazała się płyta zespołu Hey – Re-Murped z remixami m.in. Mosqitoo oraz Boya Chile (drugiego projektu związanego z Mosqitoo). W 2011 roku w Mosqitoo Music Studio swoje płyty nagrały MaRina Łuczenko oraz Dziun. Oba albumy wyprodukował Rafał Malicki.
24 września 2012 roku po dwóch latach przerwy zespół nagrał nowy singiel Satellite. Utwór wydany przez nowy label Hero-In Music ukazał się we wszystkich największych cyfrowych sklepach na świecie. Hero-In Music przez osoby twórców (Rafał Malicki, Michał Michalak) jest mocno związany z Mosqitoo oraz Boya Chile. Satellite był jubileuszowym singlem, którym Mosqitoo świętował 10-lecie istnienia.
Od 2010 roku Mosqitoo z Michałem Michalakiem nagrywali pod wspólnym projektem Boya Chile. Ich produkcje wydają zagraniczne labele takie jak Starlight, Armada Music, Raisani. Nagrywali wspólnie z takimi artystami jak David Jones czy Aki Bergen.

## Dyskografia
- Mosqitoo Music LP (2005)
- Black Electro LP (2007)
- Synthlove LP (2010)
- Satellite" Singiel (2012)